# Bảo Phúc
Bảo Phúc (30 tháng 10 năm 1958 - 31 tháng 5 năm 2009) là một nhạc sĩ và ca sĩ người Việt Nam. Anh nổi tiếng trong lĩnh vực hòa âm phối khí và viết nhạc phim. Anh cũng được coi là một trong những nhạc sĩ đi đầu trong công việc viết nhạc phim chuyên nghiệp tại Việt Nam.

## Gia đình
Bảo Phúc sinh ra trong một gia đình thuộc dòng dõi hoàng tộc Huế. Anh có người anh là nhạc sĩ Bảo Chấn. Ông nội của hai người có tước vị Tuyên Hóa vương, là con trai thứ 9 của Vua Dục Đức - tên Nguyễn Phúc Bửu Thiên và là em ruột của vua Thành Thái. Cha của Bảo Phúc - Bảo Chấn là nhạc sĩ Vĩnh Phan, chuyên về lĩnh vực âm nhạc dân tộc, tước hiệu Đinh Hầu, từng sáng tác và giảng dạy âm nhạc. Còn mẹ là nghệ sĩ Bích Liễu, cũng từng là giọng ca chầu văn của nhạc cung đình Huế thời xưa.
Tuy nhiên, thực tế tuổi thơ bản thân nhạc sĩ đã phải trải qua nhiều biến cố gia đình và bươn chải với nhiều công việc như bán báo, bán chè, dạy thuê để kiếm sống.

## Tai nạn trong cuộc sống
Năm 10 tuổi, Bảo Phúc bị ngã lầu, đứt 3 cơ mặt và mất mắt trái.
Năm 2005, Bảo Phúc bị xuất huyết não.

## Hoạt động
Tuổi ấu thơ, Bảo Phúc là đứa con sớm bộc lộ tinh hoa âm nhạc nhất trong gia đình nên được bố mẹ rất cưng. Nhà nghèo nhưng Bảo Phúc vẫn được bố mẹ cho đi học nhạc. Năm lên 8 tuổi, Bảo Phúc cũng từng học ở Trường Quốc gia âm nhạc Huế, nhưng rồi bị đuổi học chỉ vì tội phanh áo ngực vào một trưa hè nóng nực. Bị đuổi học, nhưng chí đi học vẫn còn đó, thậm chí còn mãnh liệt hơn, Bảo Phúc đã tự học để rồi sau đó đậu vào trường Quốc gia âm nhạc Sài Gòn. Hai năm sau, anh đoạt giải nhất cuộc thi Âm nhạc toàn quốc. Trong thời gian này, anh bắt đầu viết ca khúc đầu tay.
Bảo Phúc sáng tác không nhiều, công việc chính của anh là hòa âm phối khí và viết nhạc phim. 
Ngoài âm nhạc, Bảo Phúc còn có tài hội họa. Điều này cũng phần nào ảnh hưởng đến quan điểm hoà âm phối khí của nhạc sĩ. Anh từng chia sẻ: Hòa âm - phối khí cho một album cũng giống như một bức tranh thủy mặc, trên đó là những nét chấm phá, có chỗ đậm, chỗ nhạt, chỗ dày, chỗ mỏng...
Cùng với hội họa là khả năng chơi được 25 loại nhạc cụ khác nhau từ dân tộc tới phương Tây: Đàn tranh, đàn bầu, đàn kim, đàn đá, piano, guitar,... Hai khả năng này giúp nhạc sĩ tạo nên những bản phối khí được đánh giá dung dị, mộc mạc nhưng đa dạng và nhiều cảm xúc. Điểm nhấn đặc biệt trong sự nghiệp âm nhạc của anh chính là kỷ lục hoà âm phối khí cho các ca khúc của nhạc sĩ Trịnh Công Sơn. Trong 600 ca khúc của Trịnh Công Sơn, Bảo Phúc đã đóng góp phần hòa âm phối khí gần 400 bài. Sinh thời, nhạc sĩ Trịnh Công Sơn đều hài lòng với những hòa âm ấy. Là đồng hương xứ Huế, lại hợp nhau, nhạc sĩ Trịnh Công Sơn rất thân thiết với Bảo Phúc. Họ thường ngồi bên nhau trà dư tửu hậu, đàn hát cho nhau nghe.
Trong gia tài sáng tác của nhạc sĩ Bảo Phúc, số lượng các bài hát được phổ từ thơ khá nhiều. Những bài hát được phổ từ thơ khá thành công như: Dòng sông không trở lại (thơ Thảo Phương), Kẻ rong chơi cuối thế kỷ (thơ Nguyễn Liên Châu), Ngẫu hứng ru con, Để gió đưa vào lãng quên (thơ của Anh Thoa),…
Cùng với nhạc sĩ Bảo Chấn, hai anh em đã viết nhạc cho rất nhiều bộ phim. Anh cũng được cho là một trong những nhạc sĩ đi đầu trong công việc viết nhạc phim chuyên nghiệp tại Việt Nam. Những nhạc phim gắn liền với tên tuổi Bảo Phúc như Ngôi sao cô đơn, Những nẻo đường phù sa, Dòng sông không trở lại, Gót hồng, Khi đời có em, Nắng hồng soi mắt em... và có những bài anh sáng tác khi còn rất trẻ (12 tuổi) như Dáng xuân (phim Chuyện vui ngày tết).
Tại liên hoan phim Việt Nam lần thứ 15, Bảo Phúc được nhận giải thưởng Nhạc sĩ xuất sắc cho bộ phim video Những chiếc lá thời gian.
Với Những nẻo đường phù sa, bài hát được đánh giá là nối được bước của dòng nhạc cách mạng và liên tục có mặt ở Top 10 bảng xếp hạng Làn sóng xanh trong thời gian dài. Những nẻo đường phù sa cũng là ca khúc khiến người nghe nhớ đến âm nhạc của Bảo Phúc nhiều nhất.

## Qua đời
Ngày 24 tháng 5 năm 2009, trong lúc uống trà với bạn bè, nhạc sĩ Bảo Phúc bất ngờ bất tỉnh, nguyên nhân do ung thư vùng đại não. Ông qua đời lúc 12 giờ 52 phút ngày 31 tháng 5 năm 2009 tại bệnh viện Chợ Rẫy, thành phố Hồ Chí Minh.

## Danh sách đĩa nhạc

#### Album phòng thu
- Mình ơi!

#### Album biên tập
- Mê khúc - với Hồng Nhung (1995)

## Ca khúc
- "Những nẻo đường phù sa" (Lời Vũ Tuấn Bảo)
- "Gót hồng"
- "Tình yêu còn lại"
- "Dòng sông không trở lại"(Thơ Thảo Phương)
- "Nụ hồng lẻ loi"
- "Kẻ rong chơi cuối thế kỷ" (Thơ Nguyễn Liên Châu)
- "Tình mãi xanh"
- "Bay đi cô đơn"
- "Có một nụ hồng bỗng gọi tên anh" (Thơ Phan Thị Ngọc Liên)
- "Có những dòng sông không trở về"
- "Cô thư ký"
- "Cõi hoa"
- "Cõi tình"
- "Mưa trong mắt em"
- "Ngày xưa tiếng vĩ cầm"
- "Ngẫu hứng ru con" (Thơ/lời: Anh Thoa)
- "Nhịp tim của đá"
- "Đêm xa người"
- "Để gió đưa vào lãng quên" (Thơ/lời: Anh Thoa)
- "Điệu buồn ngàn năm"
- "Vẫn mãi chờ anh"

## Tranh chấp bản quyền
- "Ca khúc "Mê khúc" được phát hành trong một album của ca sĩ Quang Dũng đã tạo ra sự tranh chấp bản quyền ca khúc này giữa nhạc sĩ Bảo Phúc và nhạc sĩ Anh Thoa.[4][5]